# Tunnel de Malpas
Pour les articles homonymes, voir Malpas (homonymie).
Le tunnel de Malpas est un tunnel-canal percé en France en 1679-1680 pour faire passer le canal du Midi sous la colline d'Ensérune. Il se situe actuellement dans le département français de l'Hérault et la région Occitanie. Symbole de l'obstination de Pierre-Paul Riquet, il est le premier tunnel-canal construit.

## Histoire
Lorsque le chantier du canal du Midi atteignit la colline d'Ensérune, la déconvenue fut grande. Sous quelques mètres d'un sol très dur se cachait une montagne de grès très friable, sujette aux éboulements. Le ministre Colbert fut rapidement alerté de la situation, et fit interrompre les travaux. Les détracteurs de Riquet semblaient avoir réussi leur coup : la galerie venait d'être bouchée, et le chantier avait été déplacé. Le projet tout entier était ainsi menacé, et Colbert annonça la visite des commissaires royaux pour décider de l'avenir du canal. Riquet était sur le point de perdre son pari : il avait préféré percer cette colline plutôt que de suivre les conseils du chevalier de Clerville, architecte de Louis XIV, qui proposait de traverser l'Aude. La traversée du fleuve était un handicap majeur, car elle nécessitait l'interruption du trafic. 
Victime d'une dangereuse cabale, Riquet demanda au maître-maçon Pascal de Nissan de continuer en secret les travaux, malgré les risques d'effondrement. En moins de huit jours, un tunnel d'essai fut percé, soutenu par une voûte cimentée de bout en bout. Il ne resta plus à Riquet qu'à guider l'intendant d'Aguesseau dans ce tunnel, à la lueur des flambeaux, pour le persuader de le laisser continuer les travaux. Le chantier pour creuser le tunnel dura plusieurs mois, de l'automne 1679 jusqu'au printemps 1680 ; c'est le dernier grand chantier réalisé par Riquet, qui meurt quelques mois plus tard. Long de 173 mètres, large de 6 mètres et d'une hauteur de 8,5 mètres, avec ses 30 arches qui soutiennent la voûte, ce tunnel venait d'éviter une écluse supplémentaire sur le tracé du canal, et prouvait la détermination d'un homme face à ses ennemis. Selon une tradition répandue, le tunnel y gagna son nom, « Malpas » signifiant « mauvais passage », mais il le doit en réalité au col du Malpas (d'une hauteur d'une cinquantaine de mètres) sous lequel il a été percé et nommé ainsi en raison de la mauvaise réputation des lieux.
Sous le tunnel de Malpas se trouvent deux autres tunnels dont les tracés se croisent (à des niveaux différents), une galerie datant du XIIIe siècle qui a été percée pour permettre le drainage de l'étang de Montady et un tunnel ferroviaire creusé au XIXe siècle pour laisser passage à la ligne de chemin de fer Béziers-Narbonne. 